# Рельбах
Рельбах (нім. Röllbach) — громада в Німеччині, розташована в землі Баварія. Підпорядковується адміністративному округу Нижня Франконія. Входить до складу району Мільтенберг. Складова частина об'єднання громад Менхберг.
Площа — 12,42 км2. Населення становить 1653 ос. (станом на 31 грудня 2020).